# Jesus, Guds Son, träd in i denna skara
Jesus, Guds Son, träd in i denna skara är en psalm. Den har också haft titeln Konung och Präst, träd in i denna skara. 
Den är en tysk bönepsalm av Julius August Gottfried Disselhoff (1827–1896) från cirka 1860 med titelraden "Priester und König, tritt in unsre Mitte", översatt av Robert Kihlberg 1890 samt bearbetad av Paul Nilsson 1908 och av Anders Frostenson 1980. Versmåttet är i princip sappfiskt.
Melodin (C-dur, 2/2) är komponerad av Johann Crüger, och används även till Helige Fader, kom och var oss nära och i en förändrad form till Kärlek av höjden och Sanningens Ande, som av höjden talar (b-melodi).

## Publicerad som
- Nr 569 i Nya psalmer 1921, tillägget till 1819 års psalmbok under rubriken "Kyrkan och nådemedlen: Ordets ämbete och församlingslivet: Diakoni".
- Nr 45 i Sionstoner 1935 med titelraden "Konung och Präst, träd in i denna skara", under rubriken "Inledning och bön".
- Nr 239 i 1937 års psalmbok med titelraden "Konung och Präst, träd in i denna skara", under rubriken "Diakoni".
- Nr 93 i Den svenska psalmboken 1986, Cecilia 1986, Psalmer och Sånger 1987, Segertoner 1988 och Frälsningsarméns sångbok 1990 under rubriken "Vittnesbörd - tjänst - mission".
- Nr 417 i Finlandssvenska psalmboken 1986 med titelraden "Mästare, kom, träd in i denna skara", under rubriken "Kallelse och efterföljd".